# GDevelop
GDevelop は、 2D 及び 3D に対応するクロスプラットフォームのフリーでオープンソース のゲームエンジンで、 主に PCゲーム 、 モバイルゲーム、 そしてブラウザでプレイできる HTML5 ゲーム の開発に特化している。 Florian RivalとGoogleのソフトウェアエンジニアによって開発された。 GDevelop は一般人やあらゆるレベルのゲーム開発者を対象としており、Construct, Stencyl, そして Tynkerのようなエンジンと同様にイベントベースのビジュアルスクリプティングを取り入れている。
GDevelopはオープンソースなので、小学校から大学まで様々な教育機関で学習に使用されている。 また、教育者や研究者が学習教材やシリアスゲームを作成するのにも使われている。

## ノーコードでのゲーム開発
GDevelop では、開発者がコーティングをせずに コンピューターゲーム を開発できることを目標としている。 
以下はその仕組みである。

### イベントベースの論理
GDevelopでは、イベントシステムによりすべてのユーザがコーディングをせずにゲームを開発でき。 イベント システムでは、トリガーにする条件とそれが満たされたときに実行するアクションを設定する。

### 内蔵アセットストア
GDevelopは内蔵のアセットストアを兼ね備えており、 何十万もの無償・有償のアセットを入手することができる。 これらは数クリックで自分のプロジェクトにインポートできる。

### ゲーム分析
ユーザーは、ゲームのプレイ回数、プレイヤー数、一定期間のユーザー維持率などの分析データを収集するかどうか選択できる。 これらデータはすべて匿名で収集され、現在のすべての国際データ保護規制に準拠している。

### シェーダーエフェクト
GDevelopでは、ベータ84からシーンの各レイヤーにエフェクトを適用できる。シェーダーを使用することで、エフェクト用のカスタム アートを作成しなくとも、ドロップ シャドウ、反射、スキャンライン、カラー スワッピングなどの高度なグラフィック エフェクトを実装できる。

### 内蔵コンテンツエディター
GdevelopのIDEにはグラフィック・オーディオエディターが内蔵されており、グラフィックの編集にはPiskel、 効果音の作成にはJFXRが統合されている。

### ワンクリック エクスポート
開発したゲームはAndroid、Windows、Linux、HTML5に直接ビルドできる。. また、ローカル環境で iOS、Android、Windowsにビルドしたり、Kongregate, itch.io, Google Playのようなプラットフォームへのエクスポートも可能である。

### GDevelopのゲームホスティングプラットフォーム「gd.games」
GDevelopでは無料アカウントでも無制限に独自のゲームホスティングプラットフォーム「gd.games」にワンクリックでビルドを公開でき、 投稿者は固定URL、クリエイタープロファイル、アナリティクスなどを使用できる。

## 対応プラットフォーム
GDevelop では、ソフトウェアを実行することなくスタンドアロンなゲームをコンパイルすることができる。
以下のプラットフォームはワンクリック出力に対応している。
- Windows 7/8/10/11
- macOS
- Linux
- Android
- HTML5 (Web)

次のプラットフォームには、プロジェクトをローカルにエクスポートし、手動でコンパイルすることができる。
- Windows 7/8/10/11
- Windows ストア UWP
- Linux
- Android
- iOS
- HTML5 (Web)

### 歴史
ソフトウェア開発者によると、
"GDevelopのコンセプトは初心者からプロのゲーム開発者まで誰もがゲームを開発できるようにすることです。GDevelop では、条件とアクションで構成するイベントにより視覚的にゲームのシステムを作成できます。 また、定義済みのカスタマイズ可能なアクションを組み合わせて新しいゲームオブジェクトを作成することもできます。 これにより、プログラミング言語の構文を学ぶための壁を取り除くことができました。開発者でない人にとっても、直感的なインターフェイスですぐに使い始めることができます。サンドボックスのゲームが好きな人はたくさんいます。GDevelopはサンドボックスですが、できることは無限大です。"